# Prehrambena energija
Prehrambena energija je hemijska energija koju životinje (uključujući ljude) dobijaju iz hrane da bi održale svoj metabolizam, uključujući mišićnu aktivnost.
Većina životinja najveći deo svoje energije dobija iz aerobnog disanja, naime kombinovanjem ugljenih hidrata, masti i proteina sa kiseonikom iz vazduha ili rastvorenim u vodi. Druge manje komponente ishrane, kao što su organske kiseline, polioli i etanol (alkohol za piće) mogu doprineti unosu energije. Neke komponente ishrane koje obezbeđuju malo ili nimalo energije za hranu, kao što su voda, minerali, vitamini, holesterol i vlakna, mogu i dalje biti neophodne za zdravlje i preživljavanje iz drugih razloga. Neki organizmi imaju umesto toga anaerobno disanje, koje izvlači energiju iz hrane reakcijama koje ne zahtevaju kiseonik.
Energetski sadržaj date mase hrane obično se izražava u metričkoj (SI) jedinici energije, džulu (J), i njegovom umnošku kilodžulu (kJ); ili u tradicionalnoj jedinici toplotne energije, kalorija (cal). U kontekstu ishrane, ovo drugo je često (posebno u SAD) „značajna“ varijanta jedinice, takođe napisana „Calorie“ (sa simbolom Cal, oba sa velikim „C“) ili „kilokalorija“ (kcal), i ekvivalentna je 4184 J ili 4,184 kJ. Tako, na primer, masti i etanol imaju najveću količinu energije hrane po jedinici mase, 37 i 29 kJ/g (9 i 7 kcal/g), respektivno. Proteini i većina ugljenih hidrata imaju oko 17 kJ/g (4 kcal/g), mada postoje razlike između različitih vrsta. Na primer, vrednosti za glukozu, saharozu i skrob su 1,557, 1,648 i 1,748 kJ/g (372, 394 i 418 kcal/g), respektivno. Različita energetska gustina hrane (masti, alkohola, ugljenih hidrata i proteina) leži uglavnom u njihovim različitim proporcijama atoma ugljenika, vodonika i kiseonika. Ugljeni hidrati koji se ne apsorbuju lako, kao što su vlakna ili laktoza kod osoba netolerantnih na laktozu, doprinose manje energije za hranu. Polioli (uključujući šećerne alkohole) i organske kiseline doprinose 10 kJ/g (2,4 kcal/g) i 13 kJ/g (3,1 kcal/g) respektivno.

## Spoljašnje veze
- Is a calorie a calorie?
- DRI Calculator for Healthcare Professionals